# Cao Yuan
Dans ce nom chinois, le nom de famille, Cao, précède le nom personnel.
Cao Yuan, né le 7 février 1995 à Pékin, est un plongeur chinois.
Il est champion olympique aux Jeux olympiques d'été de 2012 en haut-vol à 10 mètres synchronisé avec Zhang Yanquan. Il est également champion olympique du plongeon à 3 m aux Jeux olympiques d'été de Rio 2016.

## Palmarès

### Jeux olympiques
- Jeux olympiques de 2012 à Londres ( Royaume-Uni) :
  -  Médaille d’or en haut-vol à 10 m synchronisé.
- Jeux olympiques de 2016 à Rio de Janeiro ( Brésil) :
  -  Médaille d’or en tremplin à 3 m.
  -  Médaille de bronze en tremplin à 3 m synchronisé
- Jeux olympiques de 2020 à Tokyo ( Japon) :
  -  Médaille d’or en haut-vol à 10 m.
  -  Médaille d'argent en haut-vol à 10 m synchronisé
- Jeux olympiques de 2024 à Paris ( France) :
  -  Médaille d’or en haut-vol à 10 m.

### Championnats du monde
- Championnats du monde 2013 à Barcelone ( Espagne) :
  -  Médaille de bronze sur la plateforme à 10 m synchronisé.
- Championnats du monde 2015 à Kazan ( Russie) :
  -  Médaille d'or en tremplin à 3 m synchronisé.
- Championnats du monde 2017 à Budapest ( Hongrie) :
  -  Médaille d'argent en tremplin à 3 m synchronisé.
- Championnats du monde 2019 à Gwangju ( Corée du Sud) :
  -  Médaille d'or en tremplin à 3 m synchronisé.
  -  Médaille d'or sur la plateforme à 10 m synchronisé.
  -  Médaille d'argent en tremplin à 3 m.
- Championnats du monde 2022 à Budapest ( Hongrie) :
  -  Médaille d'or en tremplin à 3 m synchronisé.
  -  Médaille d'argent en tremplin à 3 m.
- Championnats du monde 2024 à Doha ( Qatar) :
  -  Médaille d'argent sur la plateforme à 10 m.
- Championnats du monde 2025 à Singapour ( Singapour) :
  -  Médaille d'or par équipes mixtes.
  -  Médaille d'argent en tremplin à 3 m.